# Meeting de Dakar 2009
Meeting de Dakar 2009 – mityng lekkoatletyczny, który odbył się 18 kwietnia w stolicy Senegalu Dakarze. Zawody były zaliczane do cyklu World Athletics Tour i posiadały rangę Grand Prix IAAF.

## Rezultaty

### Mężczyźni
| Konkurencja        | 1. miejsce             | 1. miejsce | 2. miejsce              | 2. miejsce | 3. miejsce              | 3. miejsce |
| ------------------ | ---------------------- | ---------- | ----------------------- | ---------- | ----------------------- | ---------- |
| 100 m              | Mark Jelks             | 10.27      | Béranger Bosse          | 10.53      | Joshua Norman           | 10.53      |
| 200 m              | Mark Jelks             | 20.87      | Joshua Norman           | 21.23      | Yasser Al-Nashri        | 21.36      |
| 400 m              | Isaac Makwala          | 46.63      | Youssef Al-Masrahi      | 47.30      | Young Talkmore Nyongani | 47.33      |
| 800 m              | Geoffrey Kipkoech Rono | 1:49.72    | Samson Ngoepe           | 1:49.80    | Richard Kiplagat        | 1:50.18    |
| 3000 m             | Deresse Mekonnen       | 7:44.68    | Thomas Pkemei Longosiwa | 7:45.28    | Demma Daba              | 7:46.72    |
| 400 m przez płotki | Bandar Yahya Shraheli  | 51.53      | Wouter le Roux          | 51.82      | Aziz Mohamed Hussein    | 51.83      |
| Skok wzwyż         | Alessandro Talotti     | 2.25       | Kabelo Kgosiemang       | 2.20       | Bohdan Bondarenko       | 2.15       |
| Skok w dal         | Ndiss Kaba Badji       | 8.29       | Yahya Berrabah          | 8.01       | Gable Garenamotse       | 7.89       |
| Pchnięcie kulą     | Christian Cantwell     | 21.53      | Reese Hoffa             | 19.97      | Russell Winger          | 19.85      |
| Rzut oszczepem     | Kärlis Alainis         | 75.53      | Peter Esenwein          | 74.62      | Oleksandr Tertychnyi    | 73.31      |

### Kobiety
| Konkurencja        | 1. miejsce       | 1. miejsce | 2. miejsce      | 2. miejsce | 3. miejsce        | 3. miejsce |
| ------------------ | ---------------- | ---------- | --------------- | ---------- | ----------------- | ---------- |
| 100 m              | Stephanie Durst  | 11.10      | Angela Williams | 11.22      | Vida Anim         | 11.30      |
| 200 m              | Brianna Glenn    | 23.13      | Joice Maduaka   | 23.33      | Kadiatou Camara   | 23.40      |
| 400 m              | Amantle Montsho  | 52.30      | Monica Hargrove | 52.36      | Ndeye Soumah      | 53.33      |
| 400 m przez płotki | Dominique Darden | 57.08      | Miriam Barnes   | 57.98      | Mame Fatou Faye   | 58.46      |
| Trójskok           | Yamilé Aldama    | 14.32      | Marija Šestak   | 14.19      | Magdelín Martínez | 14.09      |
| Pchnięcie kulą     | Denise Hinrichs  | 19.19      | Nadine Kleinert | 18.82      | Anca Heltne       | 18.26      |